# Historis (genre)
Genre
Historis  est un genre de lépidoptères (papillons) de la famille des Nymphalidae, de la sous-famille des Nymphalinae et de la tribu des Coeini.

## Dénomination
- Le genre a été décrit par l'entomologite allemand Jakob Hübner en 1819 sous le nom d’Historis[1].
- L'espèce type pour le genre est Papilio odius (Fabricius) actuellement renommée : Historis odius.

### Synonymie
- Coea (Hübner, 1819)[2]
- Aganisthos (Boisduval & Le Conte, 1835)[3]
- Megistanis (Doubleday, 1844)[4]

## Taxinomie
Il existe deux espèces :
- Historis acheronta (Fabricius, 1775)[5]
- Historis odius (Fabricius, 1775) [6]

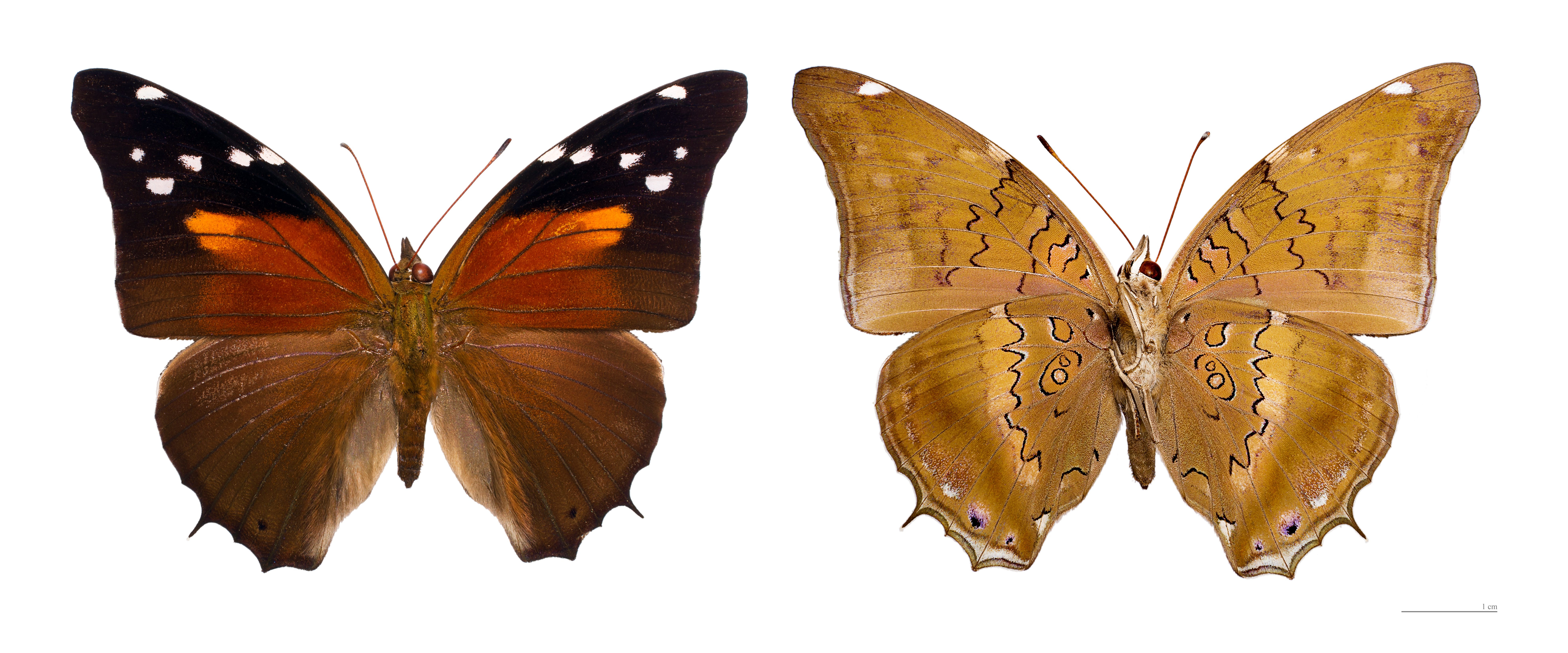
Historis acheronta - MHNT
Historis odius - MHNT

## Répartition
Amérique centrale, Colombie et Brésil.

### Articles liés
- Lépidoptère
- Nymphalinae